# Iwona Waksmundzka-Olejniczak
Iwona Agnieszka Waksmundzka-Olejniczak (ur. 16 sierpnia 1975) – polska menedżerka, w 2022 prezes zarządu Polskiego Górnictwa Naftowego i Gazownictwa.

## Życiorys
Iwona Waksmundzka-Olejniczak ukończyła studia z zakresu zarządzania i marketingu na Uniwersytecie Ekonomicznym w Krakowie oraz finansów i bankowości w Wyższej Szkoły Ubezpieczeń i Bankowości w Warszawie. Odbyła także studia podyplomowe Executive MBA w Wyższej Szkole Handlu i Usług w Poznaniu, Project Management w Szkole Głównej Handlowej w Warszawie. Została wpisana na listę certyfikowanych doradców finansowych European Financial Planning Association.
Pracowała w Banku Współpracy Europejskiej, gdzie odpowiadała za relacje z klientami kluczowymi (1998–2001). Była kierowniczką do spraw kluczowych klientów w ComputerLand (2001–2002). Od 2002 do 2012 kierowniczka kolejno: do spraw bankowości detalicznej; marketingu i analiz; marki w Invest Banku, a po jego przekształceniu w Plus Bank od 2013 do 2016 była tamże menedżerką marki. W 2016 została dyrektorem departamentu bankowości prywatnej, a następnie bankowości korporacyjnej w Banku Ochrony Środowiska. Od 2018 dyrektor Biura Relacji Inwestorskich w PKN Orlen, a po roku dyrektor wykonawcza do spraw strategii i relacji inwestorskich. W maju 2020 weszła do zarządu Energi jako wiceprezes do spraw korporacyjnych, od lipca 2021 jako pełniąca obowiązki prezesa, a od października 2021 prezes. 9 kwietnia 2022 została powołana na prezesa zarządu PGNiG. Funkcję tę pełniła do 2 listopada 2022 do momentu połączenia PGNiG z koncernem PKN Orlen. W latach 2022–2024 zasiadała w zarządzie Orlenu.
Członkini rad nadzorczych Baltic Power (wiceprzewodnicząca), Unipetrol, Orlen Upstream, EuRoPol Gaz (wiceprzewodnicząca), Mennica Polska.